# Rafał Aleksander Janicki
Rafał Aleksander Janicki herbu Rola (zm. w 1702 roku) – podstoli kamieniecki w latach 1692-1699, miecznik kamieniecki w 1688 roku, sędzia kapturowy ziemi lwowskiej w 1696 roku, oboźny wojsk koronnych w 1696 roku, porucznik roty pancernej chorążego lwowskiego w 1688 roku.
Poseł sejmiku podolskiego na sejm 1685 roku, sejm zwyczajny 1688 roku, sejm zwyczajny 1692/1693 roku, sejm 1695 roku. Poseł sejmiku podolskiego na sejm konwokacyjny 1696 roku. Po zerwanym sejmie konwokacyjnym 1696 roku przystąpił 28 września 1696 roku do konfederacji generalnej.